# Leopold von Sacher-Masoch
Leopold von Sacher-Masoch (Lemberg, 27 januari 1836 – Lindheim, 9 maart 1895) was een Oostenrijkse schrijver. Hij publiceerde ook onder de pseudoniemen Charlotte Arand en Zoe von Rodenbach. Sacher-Masoch is vooral bekend geworden om zijn literaire uitbeelding van het verlangen naar seksuele onderwerping waardoor de term masochisme naar hem is vernoemd.

## Levensloop
Ridder Sacher-Masoch was een vertegenwoordiger van de lage Oostenrijkse adel en zoon van de politiechef van Lemberg, hoofdstad van Galicië nu Lviv in Oekraïne. Hij studeerde rechten, wiskunde en geschiedenis in Graz. Hij nam deel aan de Italiaanse veldtocht van 1859 en werd na de Slag bij Solferino onderscheiden voor betoonde moed.
Sacher-Masoch vestigde zich als privatdozent in Lemberg, vervolgens in Graz en publiceerde over historische onderwerpen. Later legde hij zich geheel toe op het schrijven van literair proza, waarmee hij in binnen- en buitenland aanzienlijke successen boekte.
Zijn talrijke romans en novelles, in de trant van Ivan Toergenjev, waren moralistisch in vooruitstrevende zin, maar altijd onderhoudend. Hij was een tegenstander van antisemitisme en gaf als een van de eersten een realistisch beeld van het leven van de Joden in Galicië. Zijn werk werd gewaardeerd door Victor Hugo, Émile Zola en Henrik Ibsen.
Sacher-Masoch is echter vooral bekend gebleven om zijn literaire uitbeelding van het verlangen naar seksuele onderwerping. Dit thema is in verschillende publicaties uitgewerkt, met name in de roman Venus im Pelz (Venus in bont). Het verhaal verscheen in 1870, als onderdeel van de (onvoltooide) cyclus Das Vermächtnis Kains, waarin o.a. verschillende vormen van de liefde werden onderzocht.
Venus im Pelz was sterk autobiografisch, in de hoofdpersonen Severin en Wanda zijn Sacher-Masoch zelf en Fanny Pistor, een van zijn minnaressen, te herkennen. Evenals de helden in de roman maakten Pistor, alias baronesse Bogdanof en Sacher-Masoch een reis naar Italië, waarbij hij optrad als haar knecht Gregor. Overigens lijken veel andere bijzonderheden die over zijn leven verteld worden toch eerder aan de verbeelding ontleend te zijn.
Zeker wel is dat hij de realiteit manipuleerde om zijn erotische dromen waar te maken. Hoe dat ging wordt beschreven door Sacher-Masochs eerste echtgenote, Aurora Rümelin, met wie hij in 1873 trouwde. Uit haar, onder de naam Wanda von Sacher-Masoch, verschenen memoires wordt ook duidelijk dat zij zich daarbij door Sacher-Masoch gechanteerd en misbruikt voelde.
In 1886 publiceerde de Grazer neuroloog Richard von Krafft-Ebing zijn studie Psychopathia sexualis. Hierin werd het verlangen naar seksuele onderwerping als psychiatrische stoornis beschreven onder de naam masochisme. Sacher-Masoch verzette zich tegen dit gebruik van zijn naam. Tevergeefs, want het begrip heeft alom ingang gevonden. Niet alleen voor zijn specifieke seksuele oriëntatie, die tegenwoordig gezien wordt als onderdeel van het complex bdsm, maar ook in het algemeen voor het verlangen naar pijn en vernedering.
Sinds 1883 woonde Sacher-Masoch met zijn tweede echtgenote Hulda Meister in Lindheim, Duitsland, waar hij in 1895 overleed. Maar volgens zijn biograaf Cleugh (1952) is deze officiële versie van zijn levenseinde fictie. In werkelijkheid zou de geestelijke gezondheid van Sacher-Masoch sterk achteruit zijn gegaan en werd hij in 1895 opgenomen in een inrichting in Mannheim, waar hij pas in 1905 stierf.
Door de gevoeligheden die verbonden zijn met het begrip masochisme was het lange tijd moeilijk om Sacher-Masoch als literator en als persoon te beoordelen. In de afgelopen jaren lijkt er echter sprake van een zekere herwaardering. Belangrijk was een tentoonstelling over zijn leven, gehouden in het kader van het evenement Graz 2003 – Culturele hoofdstad van Europa.

## Trivia
- Sacher-Masoch is verwant aan de Engelse zangeres Marianne Faithfull. Hij was de oudoom van haar moeder, de Weense barones Eva Hermine von Sacher-Masoch, baroness Erisso.[1]
- Venus im Pelz werd meermaals verfilmd: in 1967,[2] in 1969,[3] in 1994,[4] en 2013.
- De tekst van het lied Venus in furs van The Velvet Underground heeft betrekking op het boek van Sacher-Masoch.

## Publicaties
- 1857: Der Aufstand in Gent unter Kaiser Carl V (Digitaal in PDF[dode link])
- 1858: Eine galizische Geschichte
- 1867: Der letzte König der Magyaren
- 1870-1877: Das Vermächtnis Kains
  - 1870: Venus im Pelz
- 1870: Die geschiedene Frau
- 1873-1879: Falscher Hermelin
- 1873: "Maria Theresa und die Freimaurer"
- 1874: Die Messalinen
- 1877-1881: Galizische Geschichten (Digitaal in pdf[dode link])
- 1878: Judengeschichten
- 1881: Neue Judengeschichten
- 1886: Die Seelenfängerin
- 1886: Ewige Jugend
- 1886: Polnische Judengeschichten
- 1890: Die Schlange im Paradies
- 1893: Bühnenzauber
- 1907: Grausame Frauen